# Mineralgarvning
Mineralgarvning kallas de metoder av garvning där man använder oorganiska garvämnen. Dessa är salter bestående av en metalldel och till exempel sulfat eller syre.
Alungarvning är den äldsta kända mineralgarvningen.
I början av 1800-talet gjordes experiment med järnsalter utan framgång då det visade sig att de inte besatt garvande egenskaper.
Kromsalter upptäcktes som användbara för garvning i mitten av 1800-talet och har sedan nästintill konkurrerat ut alungarvning och andra traditionella och tidskrävande metoder.